# Regiunea de tranziție

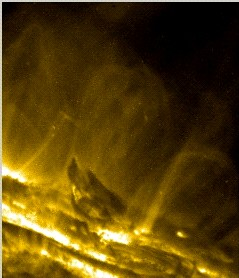
Regiunea de tranziție

Regiunea de tranziție solară este o regiune din atmosfera Soarelui, între cromosferă și coroană. Ea este vizibilă din spațiu folosind telescoape care funcționează pe unde ultraviolete. 